# Kolonialkriegerdenkmal (Dresden)
Das Kolonialkriegerdenkmal in Dresden befand sich gegenüber der ehemaligen Jägerkaserne am Sachsenplatz, im Park zwischen Albertbrücke und Sachsenallee, heute Sachsenplatz.

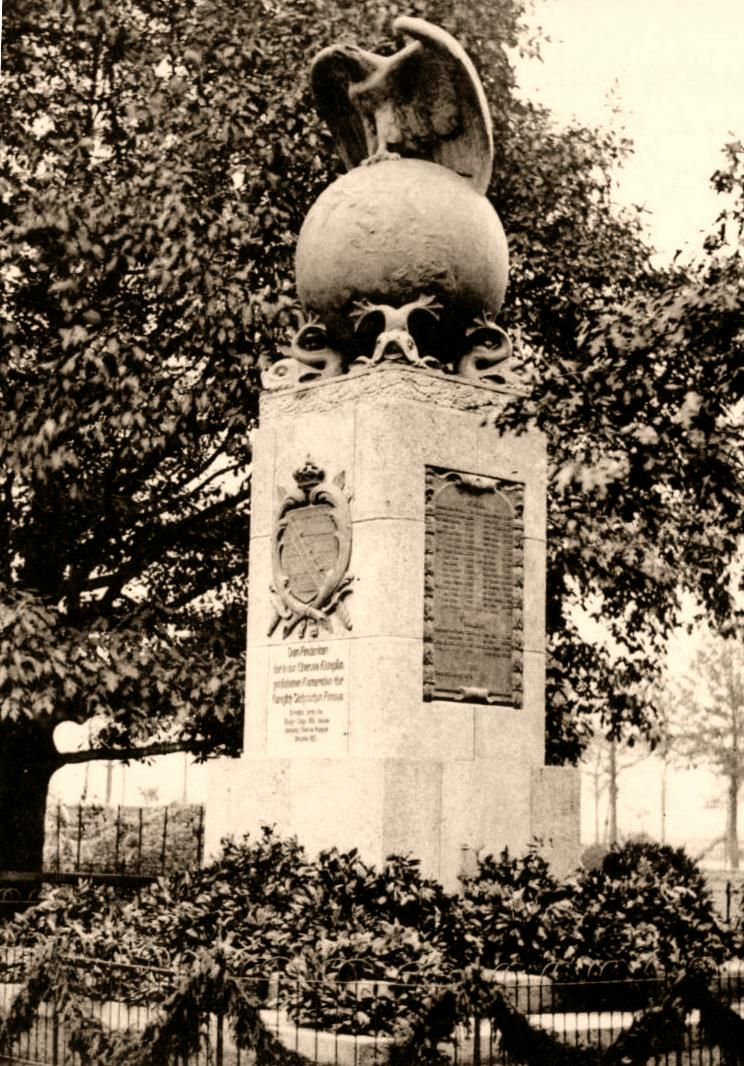
AK Kolonialkriegerdenkmal

## Standort
In der Johannstadt in Dresden befand sich das Kolonialkriegerdenkmal am heutigen Sachsenplatz in einem kleinen Park. Dieser befand sich unmittelbar an der Albertbrücke zur Sachsenallee (heute Sachsenplatz) und Käthe-Kollwitz-Ufer (Hindenburgufer) und Florian-Geyer-Straße (Marschallstraße). Das Denkmal erinnerte an die in den Kolonialkriegen gefallenen Angehörigen der Königlich-Sächsischen Armee. An ungefähr dieser Stelle steht heute das Kunstwerk Palaverhaus, ein buntes Holzgerüst des Stuttgarter Künstlers Karl-Georg Pfahler und wurde 1997 aufgestellt. Das pavillonähnliche Kunstobjekt aus farbigen Balken und Streben mit gläsernem Dach ist als Kommunikationsort gedacht.

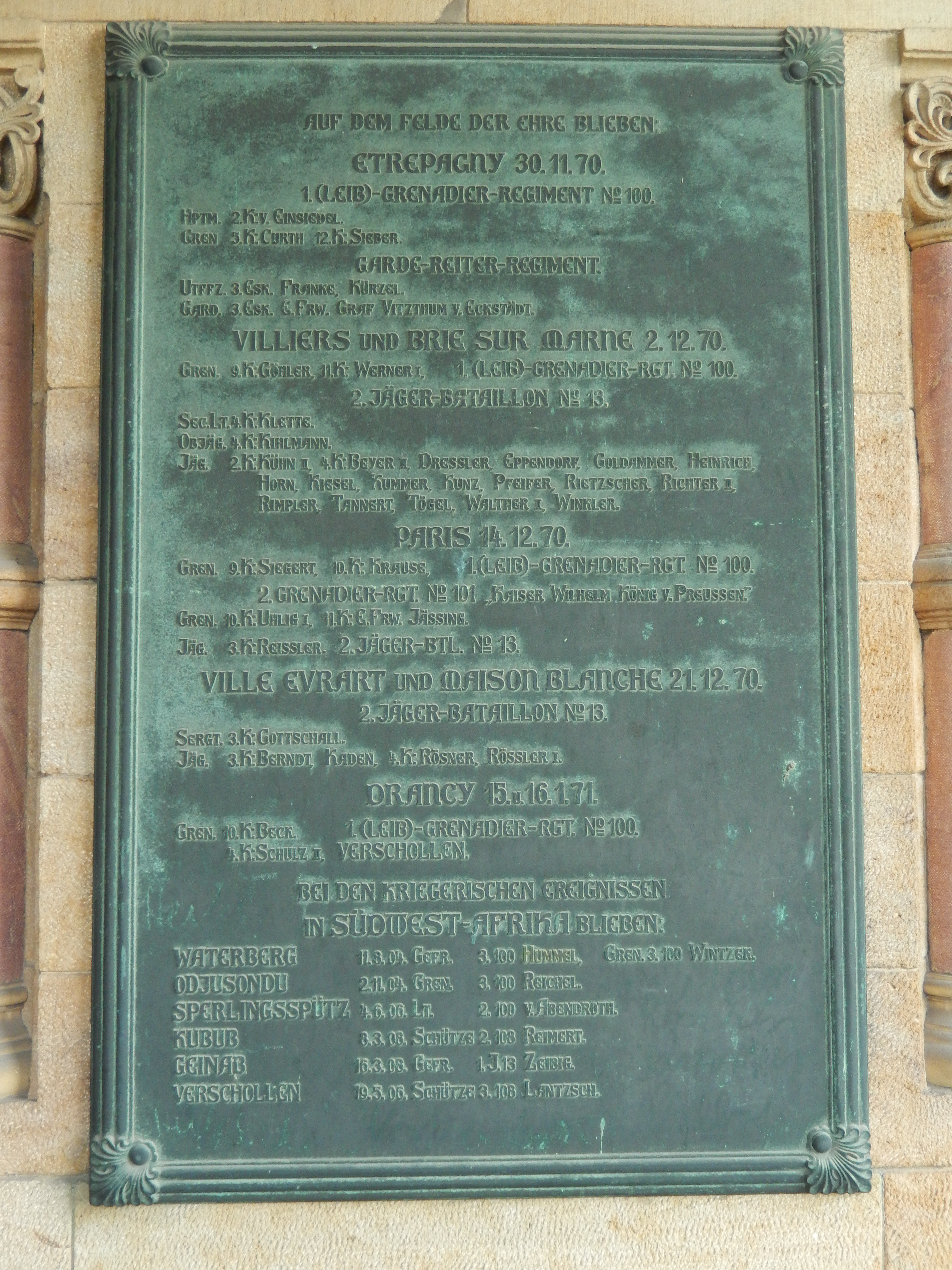
Gedenktafel an der Garnisonskirche

## Planung
Das Kolonialkriegerdenkmal am Sachsenplatz war nach dem 1908 initiierten, 1909 eingeweihten Kolonialkriegerdenkmal Düsseldorf das zweite seiner Art in Deutschland. Der Verein Sächsischer Militärverein ehemaliger Überseetruppen Dresden bestand aus zurückgekehrten Militärangehörigen. Am 26. August 1911 wurde die Vereinsfahne geweiht und es folgte der Beschluss, zum Gedenken an die nicht zurück gekehrten Kameraden ein Denkmal zu schaffen. Der sich bildende Denkmalsausschuss beauftragte schließlich den Architekten Paul Luther und den Dresdner Bildhauer Arthur Ernst Berger.

## Ausführung
Das Denkmal bestand aus einem erhöhten quadratischen Sockel mit massiven Kalksteinelementen auf einem dreistufigen Podest. Der Sockel war im untersten Drittel abgestuft. Die Vorderfront, parallel zur Jägerkaserne, stellte das mit einer Raute umfassende und einer Krone bekrönte Sächsische Wappen aus Bronze dar. Darunter war die Inschrift: Dem Andenken der in den Übersee-Kämpfen gefallenen 14 Offiziere und 134 Unteroffiziere und Mannschaften aus beiden sächsischen Armeekorps XII. und XIX. der Königlich-Sächsischen Armee. Die anderen Seiten trugen Bronzetafeln mit den Namen der in Überseeterritorien Gefallenen. Der Sockel trug eine Weltkugel aus Bronze, gehalten von vier Delphinen. Auf der Weltkugel war ein Reichsadler mit ausgebreiteten Schwingen platziert. Das Denkmal wurde von einem Metallzierzaun umschlossen und war in der gartenbaulichen Konzeption des Sachsenplatzparks eingebunden. Der Verein Sächsischer Militärverein ehemaliger Überseetruppen Dresden übernahm dafür sämtliche Kosten.

## Bedeutung
Nach dem Sieg über Frankreich im Deutsch-Französischen Krieg 1870/1871 und der Gründung des Deutschen Kaiserreiches verkündete 1894 der Reichskanzler Otto von Bismarck, die Zeit sei gekommen um sich als Kolonialmacht in der Welt zu präsentieren. Damit waren bereits mit den älteren Kolonialmächten wie Großbritannien, Frankreich, Belgien, Niederlande und Portugal Konflikte programmiert. Auch indigene Stammesgruppen setzten sich oft gegen die Herrschaft europäischer Militärs auf ihrem Territorium zur Wehr. Seit 1891 bildeten sich aus bestehenden Privatmilizen freiwillige Seebataillone und Polizeitruppen, diese wurden schrittweise durch Gesetzeskraft in Kaiserliche Schutztruppen vereint und standen unter einer obersten Kommandostelle in Berlin, zunächst dem Marineamt.
Am Sonntag, dem 12. Oktober 1913 fand die Zeremonie zur Einweihung des Kolonialkriegerdenkmals in Dresden statt. Neben dem Sächsischen König Friedrich August III., seiner Schwester Prinzessin Mathilde, dem Kronprinzen Johann Georg waren hohe Militäroffiziere unter Führung des Staatsministers und Generaloberst Max Freiherr von Hausen sowie das Kommando der Schutztruppen aus Berlin anwesend. Feierlich übergab der Vorsitzende des Denkmalausschusses Abraham das Bauwerk dem Oberbürgermeister von Dresden Otto Beutler in die Obhut der Stadt. Dokumentiert wurde das festliche Ereignis vom Dresdner Anzeiger und später durch den Dokumentarfilmer Ernst Hirsch. Eine Ehreneinheit der Jägerkaserne zog im Präsentiermarsch an den Gästen in Begleitung der Jägerkapelle vorbei. Der Hofprediger Schmidt aus Leipzig, einst Feldprediger in Übersee, schloss seine Weihepredigt mit einem Zitat von Theodor Körner: Vergiss die treuen Toten nicht und schmücke auch unsere Urne mit dem Eichenkranz. Am 27. Mai 1923 fand am Kolonialkriegerdenkmal eine erneute Kranzniederlegung statt. Dabei wurde eine weitere Gedenktafel enthüllt und geweiht. Diese war den Gefallenen des Ersten Weltkrieges gewidmet. Es trug die Inschrift: Ehrentafel zum Gedächtnis der im 1. Weltkrieg gefallenen sächsischen Kolonialkrieger mit stiftender Unterstützung der freien Vereinigung ehemaliger Schutztruppen und kolonialdeutscher.
Nach dem Zweiten Weltkrieg ist das unversehrt gebliebene Denkmal als wertlos und kriegsverherrlichend eingestuft worden. Am 20. Januar 1947 erfolgte dessen restlose Beseitigung. Ein Relikt hat allerdings diesen Rückbau überstanden und ist heute in einer Vorhalle der Garnisonskirche in der Albertstadt angebracht: eine Gedenktafel mit den Namen, den Todesdaten und Regimentsnummern von sechs gefallenen sächsischen Kolonialsoldaten, welche im früheren Deutsch-Südwestafrika gefallen sind. Heute ist ein Kunstwerk aus bunten Kanthölzern an der Stelle des einstigen Denkmales aufgestellt.